# Ponce
Ponce är både en stad och en kommun på den södra delen av Puerto Rico. Staden är säte för kommunstyrelsen.
Staden Ponce är den näst största i Puerto Rico utanför San Juans storstadsområde och har fått sitt namn från Juan Ponce de León y Loayza, sonsonson till den spanska conquistadoren Juan Ponce de León. Ponce kallas ofta La Perla del Sur (Söderns pärla) och La Ciudad Señorial de Puerto Rico (Puerto Ricos ädla stad) och La Ciudad de las Quenepas (Quenepas är en frukt med det vetenskapliga namnet Melicoccus bijugatus).
Staden Ponce är säte för kommunstyrelsen samt en regional knutpunkt för olika statliga myndigheter, till exempel Puerto Ricos juridiska myndighet. Staden är också säte för det katolska stiftet Ponce.

## Historia

### Tidiga bosättare
Området som nu är Ponce tillhörde tidigare Taíno-Guaynia-regionen, som sträckte sig längs Puerto Ricos södra kust. Regionen leddes av Caciquen Agüeybaná som var en av ledarna ur ursprungsbefolkningen som tog emot den spanska conquistadoren Juan Ponce de León när han anlände till ön 1508
Under de första åren av kolonisation slog sig spanska familjer ner vid Jacaguasfloden på den södra delen av ön. Av säkerhetsskäl flyttades dessa familjer till Portuguésfloden, då kallad Barayama. År 1670 restes ett litet kapell för att hedra Vår Fru av Guadalupe i den lilla bosättningens mitt.
1692 fick Juan Ponce de León y Loayza (Juan Ponce de Leóns sonsonson) ett kungligt tillstånd (cédula real) för att formalisera grundandet av byn. Staden fick sin status som stad 1877.

### Våg av immigranter under 1800-talet
Som ett resultat av kunglig påverkan skedde ett starkt inflöde av nya immigranter från Europa till Ponce, vilket stärkte dess ekonomi och försäkrade dess utveckling. Immigranter kom från regioner som Katalonien och andra regioner i östra Spanien, men även från Storbritannien, Tyskland och Frankrike. Även rika spanjorer som flydde från revolterna i Kuba, Colombia och Venezuela anlände till Ponce.
Vissa av dessa immigranter gjorde sig stora förmögenheter på produktion av kaffe, majs, sockerrör och rom, samt bankaffärer och import av industriell utrustning. Vid tidpunkten för den amerikanska invasionen var Ponce den största staden i Puerto Rico. Man hade till och med en egen valuta.
År 1883 drabbades Ponce av en mycket förödande brand som hotade förstöra stora delar av den södra kusten. Men tack vare heroiska insatser från Ponces brandmän kunde mycket räddas. Brandstationen Parque de Bombas har sedan dess blivit ett museum och turistattraktion. Stationen fortsatte tjäna Ponce fram till 1990 när den stängdes och dedicerades fullständigt till visningar för allmänheten.

### Ponce under 1900-talet

#### Dem amerikanska invasionen
Vid tidpunkten för den amerikanska invasionen av Puerto Rico 1898 under det Spansk-amerikanska kriget, var Ponce den största staden på ön. Med en befolkning på 22 000 hade Ponce den bästa vägen i Puerto Rico, byggd av spanjorerna för militära syften och för att färdas mellan Ponce och San Juan. Ockupationen av Ponce av amerikanska trupper var en kritisk vändpunkt i slaget om Puerto Rico. För första gången hade amerikanska styrkor tillgång till en stor hamn där de enkelt kunde landsätta trupper och militär utrustning. Ponce hade också telegrafkablar under vattnet till Jamaica och andra öar vilket innebar att de amerikanska styrkorna nu kunde kommunicera direkt med Washington för första gången sedan invasionens början.
Amerikanarna anlände till Ponce den 28 juli. Mindre skärmytslingar inträffade i staden, men inget större slag ägde rum. På spanska sidan avled tre män medan 13 sårades, medan fyra amerikaner sårades. Den amerikanska flaggan hissades samma dag i stadens centrum och huvuddelen av de spanska trupperna drog sig tillbaka till de omkringliggande bergen. Den amerikanska styrkorna upprättade sitt huvudkvarter i Ponce.

#### Stagnation
Efter det amerikanska beslutet att centralisera öns administration till San Juan på börjades en period av ekonomisk och social stagnation för Ponce. Detta förvärrades av flera faktorer:
- Orkanen San Ciruaco lämnade Puerto Rico i förödelse år 1899.
- Grundandet av två sockerbruk i andra städer på ön vilket minskade Ponces betydelse.
- Förlusten av Spanien och Kuba som marknader.
- Dåligt skötta kaffeodlingar

Detta utlöste aktioner från invånarna för att attrahera ekonomiska investeringar tillbaka till staden. En dominerande tillverkningsindustri växte fram och finns fortfarande kvar.

#### Massakern i Ponce
Den 21 mars 1937 genomfördes en marsch i staden av det Puerto Ricanska Nationalistpartiet för att fira 64-årsjubileet av öns avskaffande av slaveri. Marschen förvandlades till en blodig händelse när polisen öppnade eld mot vad en amerikansk kongressman och andra vittnen bedömde vara obeväpnade kadetter och åskådare. En rapport från ACLU förklarade det hela en massaker och sedan dess har händelsen kallats Poncemassakern.
Historien för dessa händelser kan ses i Museo de la Masacre de Ponce. En park i staden är dedicerad till minnet för ledaren av det Puerto Ricanska Nationalistpariet, Pedro Albizu Campos.
Trots denna tragedi har staden fortsatt vara en knutpunkt för politisk aktivitet på ön. Flera stora partier har grundats i staden och ett flertal viktiga politiker, till exempel de tidigare Puerto Ricanska guvernörerna Luis A. Ferré och Rafael Hernández Colón, föddes där.

#### Jordskredet i Mameyes

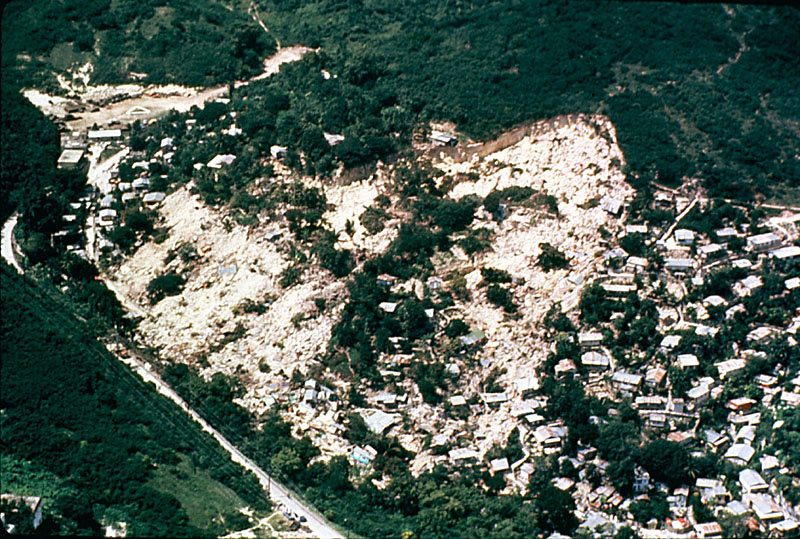
Mameyes landslide

Den 7 oktober 1985 skedde en stor naturkatastrof i Ponce där minst 129 människor förlorade sina liv på grund av ett stort jordskred under den tropiska stormen Isabel. USA och många andra länder, inklusive Mexiko, Frankrike och Venezuela skickade ekonomisk och humanitär hjälp. Kommunstyrelsen har sedermera flyttat de återstående invånarna i området till nybyggda hem i säkrare områden av staden.

### Nutidshistoria
Under senare år har Ponce förstärkt sin position som Puerto Ricos näst viktigaste stad baserat på ekonomisk och befolkningsmässig utveckling. Ponces fullständiga historia kan ses i Museo de la Historia de Ponce som öppnades i staden 1992. Där avbildas historien från de tidigaste bosättningarna till slutet på 1900-talet.

## Flagga och vapensköld
Ponces vapensköld innehåller en röd- och svartfärgad sköld som uppdelad av en diagonal linje som korsar ytan från vänster topp till höger botten. Det röda fältet står för branden som nästan förstörde staden och det svarta fältet står för askan som elden lämnade efter sig. På den rödsvarta ytan finns ett gult lejon med svart man som rör sig mot den vänstra delen av skölden. Lejonet går på en bro och betydelsen är att man måste korsa en bro för att nå staden oavsett från vilket håll man kommer. Ovan skölden finns en mur med fem torn av guld som indikerar att Ponce är en stad enligt kungligt dekret. Som en yttre ram runt skölden finns en sockerrörsplanta på den högra sidan medan det på vänstra sidan finns en kvist från ett kaffeträd.

## Geografi
Ponces territorium sträcker sig från de centrala bergen (Cordillera Central) i norr till Karibiska havet i söder. Den södra delen av området byggs upp av alluvial slättmark samt kustnära slättmarker. Den centrala delen av kommunen består av halvtorra bergssluttningar. Dessa två regioner anses vara de torraste på Puerto Rico. Den nordligaste delen av kommunen befinner sig inom det regnigare västra bergsområdet. Den lägsta altituden är havsnivå och den högsta är Cerro Punta, Chiriquí med 1 338 m, vilket är hela Puerto Ricos högsta punkt.
Höjder inkluderar Cerro de Punta med 1 338 m, Puerto Ricos högsta berg, vilket är beläget på gränsen mellan Ponce och Jayuya. Det finns många andra lägre berg i kommunen, till exempel Montes Llanos-kedjan och Mount Diablo med 680 m samt Mount Marueño med 640 m. Delar av Toro Negro State Forest ligger i Ponce. Kända uddar vid kusten inkluderar Cichara, Peñoncillo, Carnero och Cabullón.
Floderna som är en del av Ponces hydrografiska system är Jacaguas, Río Inabón, Río Bucaná, Portugués (flod), Río Cañas, Río San Patricio och Río Matilde. Jacaguasfloden rinner under en kort sträcka i dem sydöstra delen av kommunen.
Sjöar i Ponce inkluderar Bronce och Ponceña såväl som sjöar som bär numren Uno, Dos, Tres och Cinco. 

### Klimat
Ponce når temperaturer på dagtid under vinter på i genomsnitt 30,5°C och på sommaren 34°C. Värmerekordet är på 38°C vilket skedde den 21 augusti 2003. Den lägsta temperaturen, 10,5°C, mättes upp den 28 februari 2004 samt den 25 januari 1993.
|                                            | Jan  | Feb  | Mar  | Apr  | Maj   | Jun  | Jul  | Aug  | Sep   | Okt   | Nov   | Dec  |
| ------------------------------------------ | ---- | ---- | ---- | ---- | ----- | ---- | ---- | ---- | ----- | ----- | ----- | ---- |
| Normaldygnets maximitemperaturs medelvärde | 31   | 31   | 31   | 31   | 32    | 32   | 33   | 33   | 33    | 32    | 32    | 31   |
| Normaldygnets minimitemperaturs medelvärde | 19   | 19   | 19   | 21   | 22    | 23   | 23   | 23   | 23    | 22    | 21    | 19   |
|                                            |      |      |      |      |       |      |      |      |       |       |       |      |
| Nederbörd                                  | 25,1 | 27,2 | 38,4 | 49,5 | 102,1 | 50,3 | 63,0 | 99,3 | 150,4 | 162,6 | 104,6 | 28,7 |

| Diagram | temperaturer i °C • månadsnederbörd i mm • Källa: | temperaturer i °C • månadsnederbörd i mm • Källa: | temperaturer i °C • månadsnederbörd i mm • Källa: | temperaturer i °C • månadsnederbörd i mm • Källa: | temperaturer i °C • månadsnederbörd i mm • Källa: | temperaturer i °C • månadsnederbörd i mm • Källa: | temperaturer i °C • månadsnederbörd i mm • Källa: | temperaturer i °C • månadsnederbörd i mm • Källa: | temperaturer i °C • månadsnederbörd i mm • Källa: | temperaturer i °C • månadsnederbörd i mm • Källa: | temperaturer i °C • månadsnederbörd i mm • Källa: | temperaturer i °C • månadsnederbörd i mm • Källa: |
|         | 25 31 19                                          | 27 31 19                                          | 38 31 19                                          | 50 31 21                                          | 102 32 22                                         | 50 32 23                                          | 63 33 23                                          | 99 33 23                                          | 150 33 23                                         | 163 32 22                                         | 105 32 21                                         | 29 31 19                                          |

## Arkitektur
Under 1800-talet bevittnade staden en blomstrande arkitektonisk utveckling. Arkitekter som Francisco Valls, Manuel Víctor Domenech, Eduardo Salich, Blas Saliva Boucher, Agustín Camilo González, Alfredo Wiechers, Francisco Porrata Doria och Francisco Gardón Vega använde en blandning av Kreolsk och nyklassisk arkitektur vilket gav staden dess unika utseende. Detta kan noteras på många olika byggnader i stadens centrum, till exempel Teatro La Perla. För att visa upp sitt rika arkitektoniska arv har staden öppnat ett museum i Casa Wiechers-Villaronga gamla hem.
Många av stadens kännetecken har hämtats från Barcelonas arkitektur, vilket har gett staden en stark katalonsk prägel.

## Kultur
Staden är hem till en lång lista kulturella tillgångar inkluderande bibliotek, museer, gallerier och parker samt hundratals byggnader av historiskt värde, exempelvis skolor, hem, broar och herrgårdar. Festivaler och karnevaler hålls regelbundet i staden. Kommunen investerar årligen närmare en halv miljon dollar för att marknadsföra stadens kulturskatter.

## Ekonomi
Ponce anses vara bland de mest utvecklade städerna i Puerto Rico. Dess tillverkningssektor domineras av elektronik och produktion av elektrisk utrustning, kommunikationsutrustning, matvaror, läkemedel, betong och vetenskapliga instrument. Till en mindre grad tillverkas även lädervaror och fiskmjöl. I staden tillverkas bland annat romsorterna Don Q, Captain Morgan och Parrot Bay.
Jordbrukssektorns viktigaste produkter är kaffe följt av kokbananer, bananer, apelsiner och grapefrukter.
I Ponce finns Puerto Ricos viktigaste karibiska hamn och är en knutpunkt för handel med produkter av olika slag. Turism är också en viktig industri i staden, mycket tack vare stadens rika kulturella arv som lockar turister. 
Kommunen hade 2005 en budget på $152 miljoner USD.

## Galleri

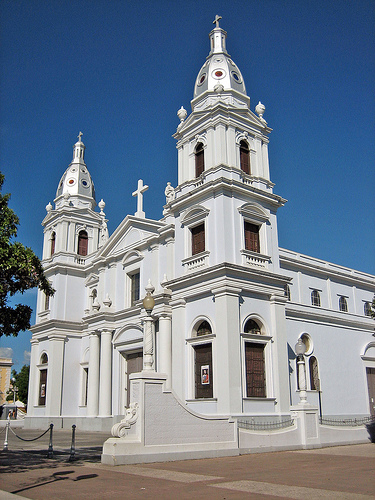
Catedral Nuestra Señora de Guadalupe
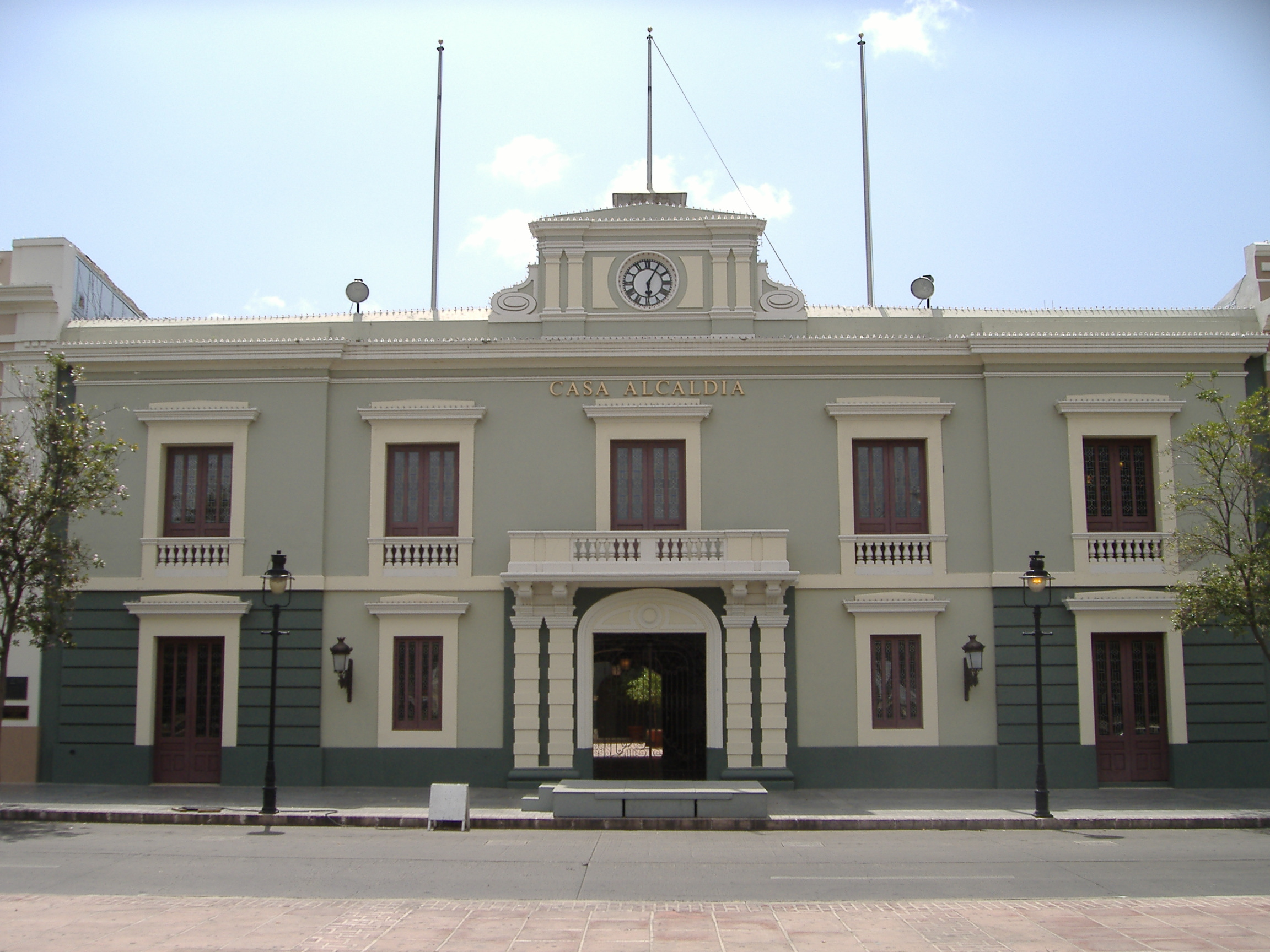
Rådhuset
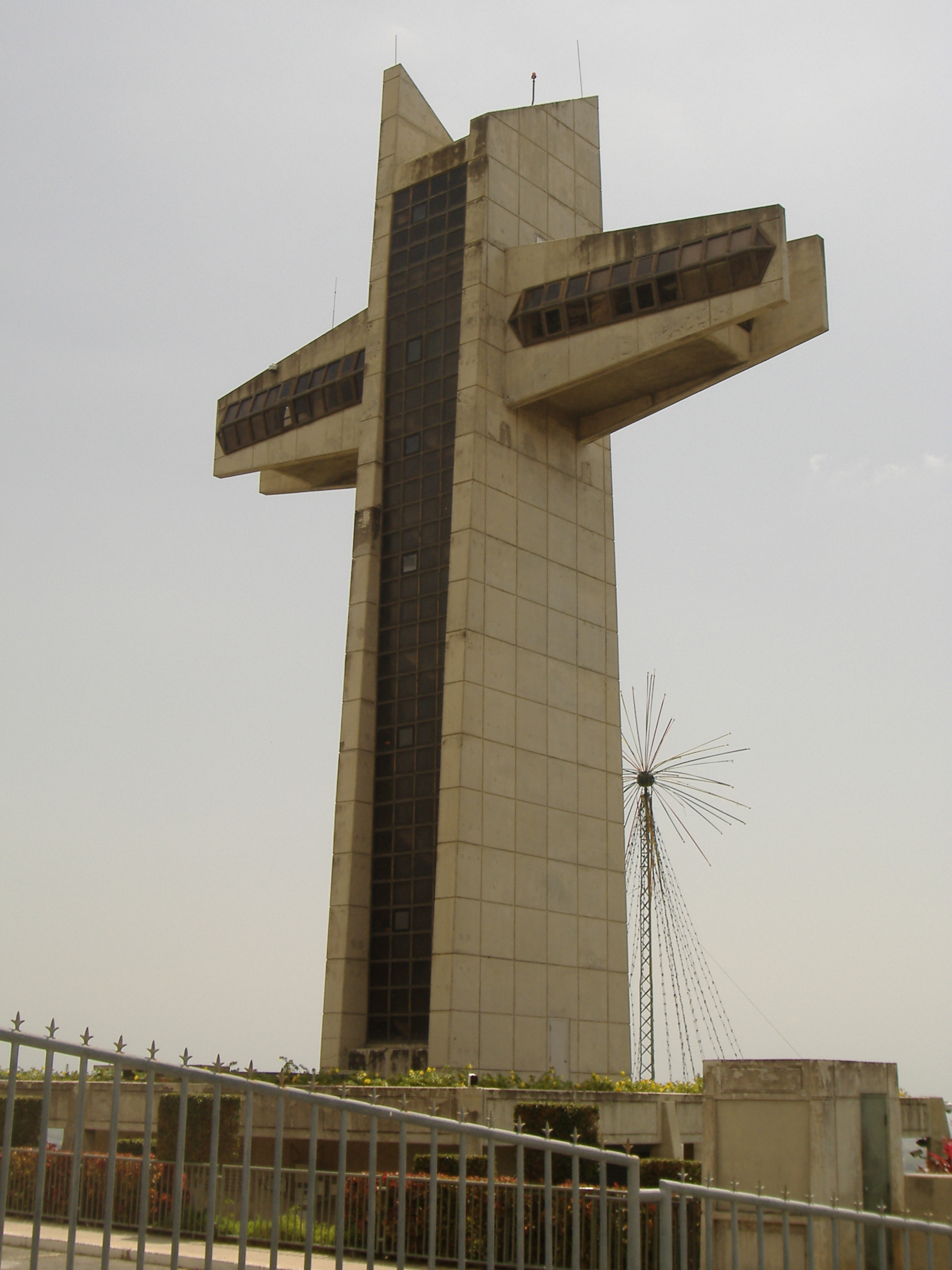
Cruzeta El Vigia
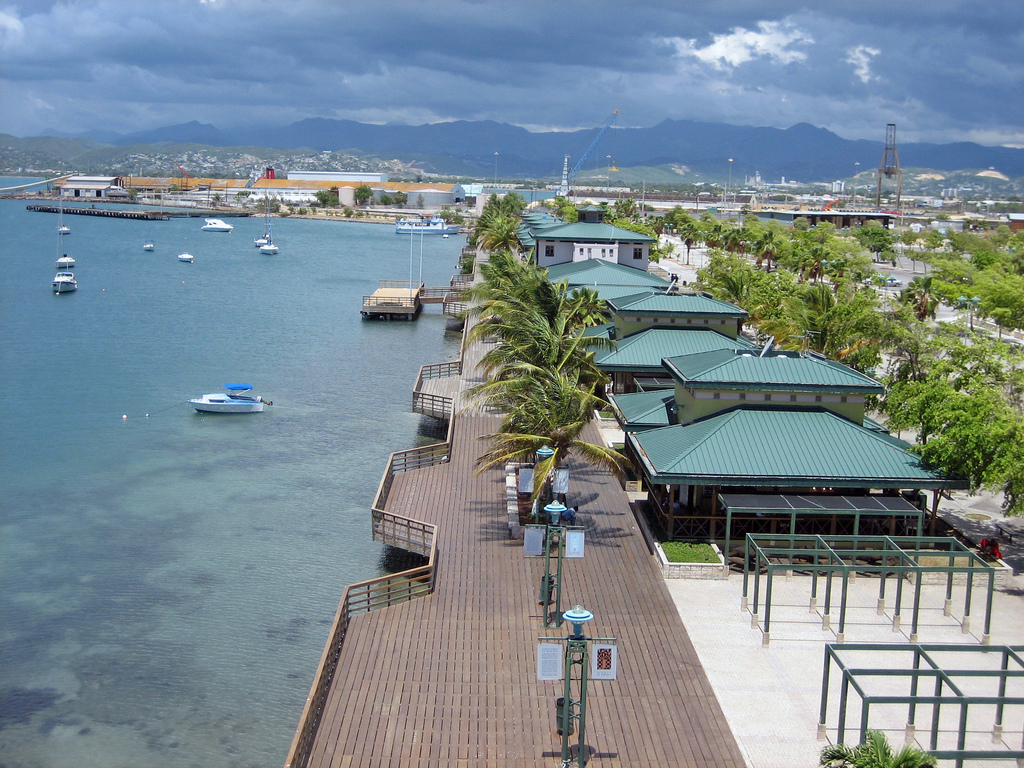
Rekreationsområdet La Guancha
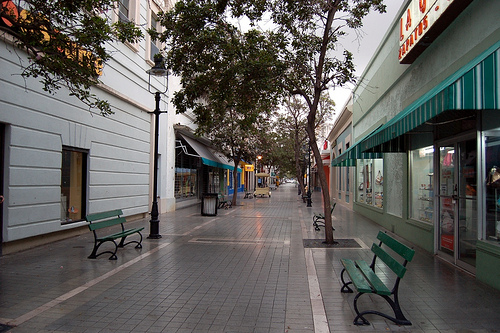
Gatuvy
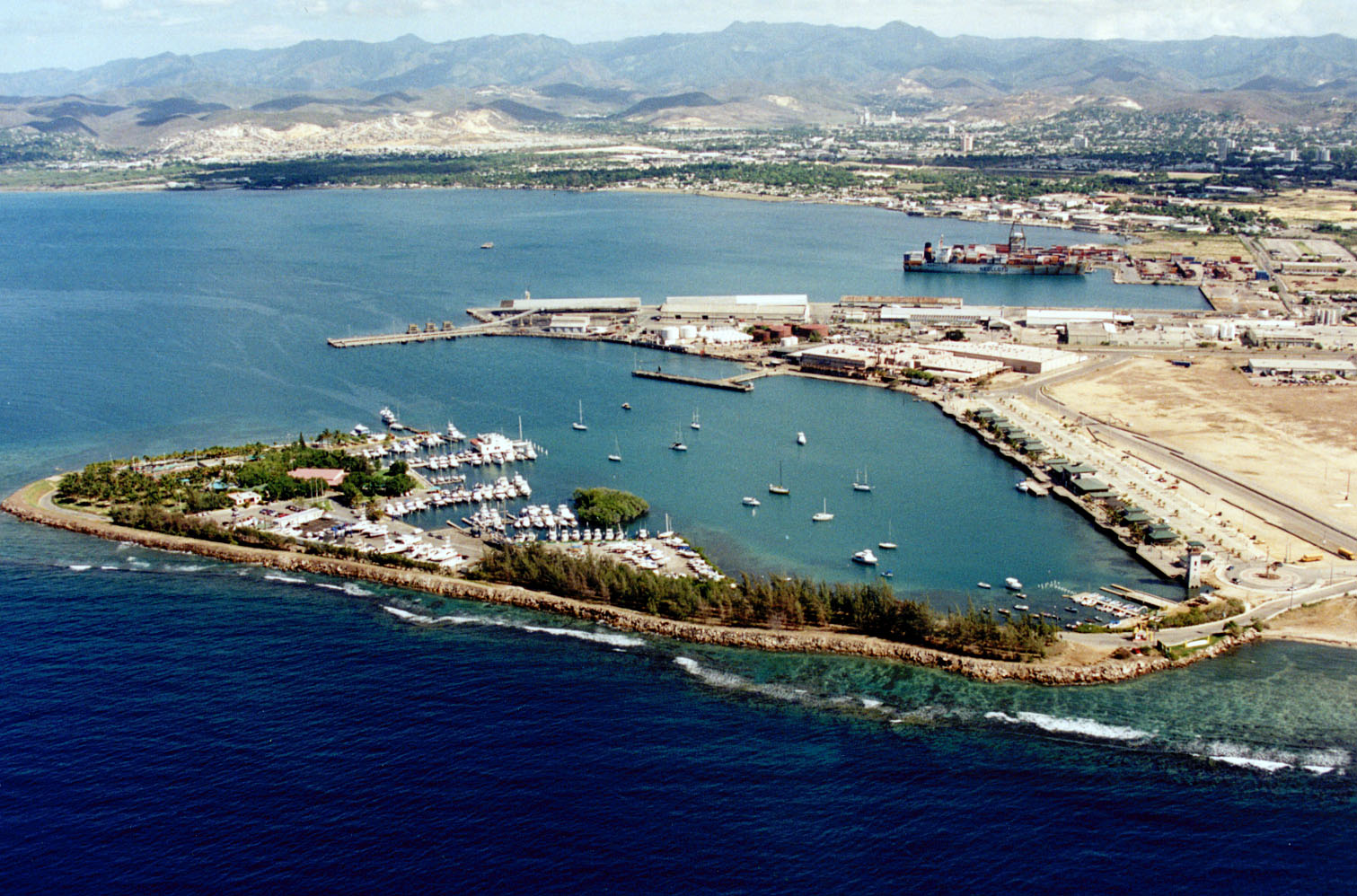
Hamnen i Ponce
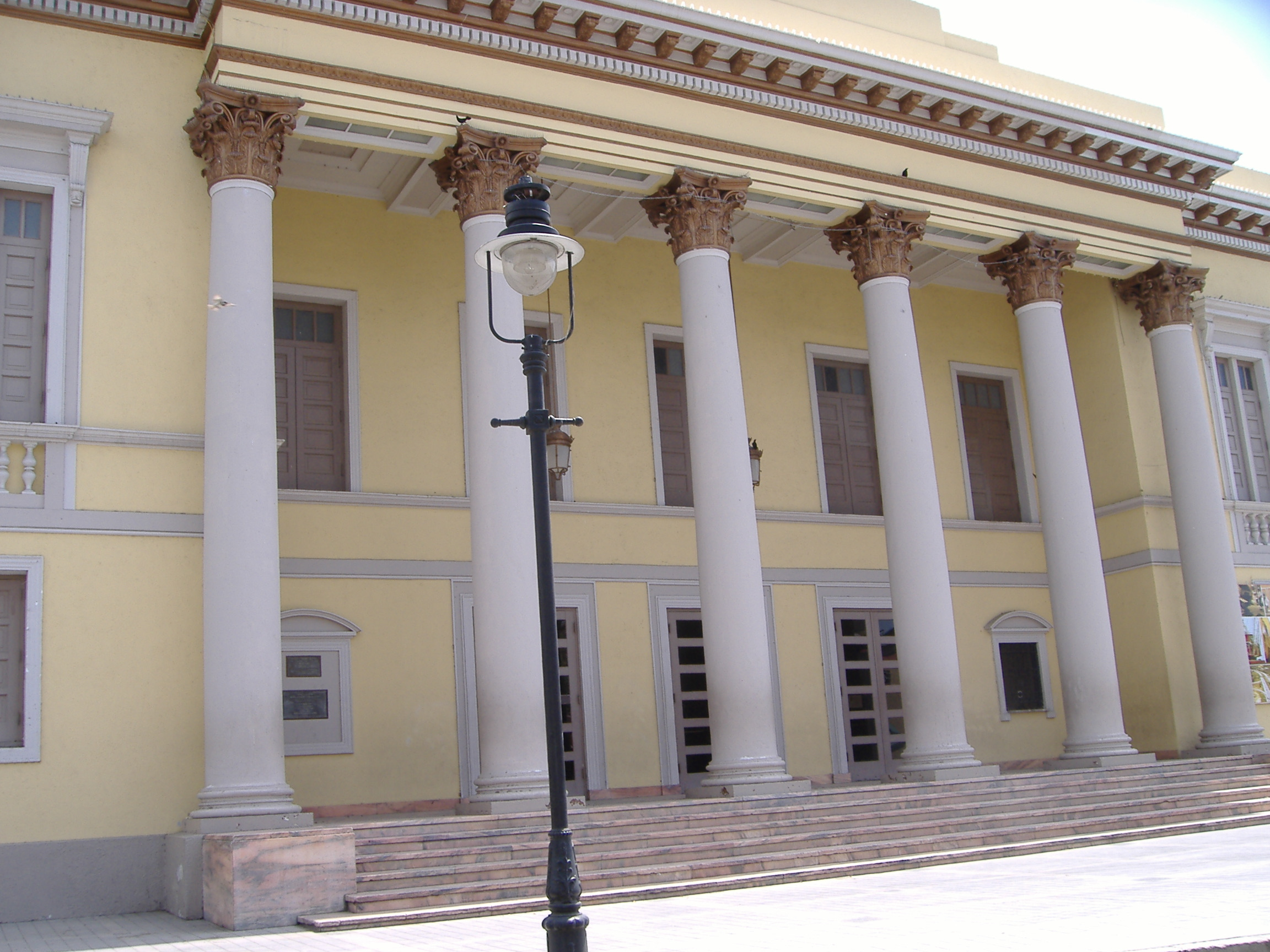
Teatro La Perla
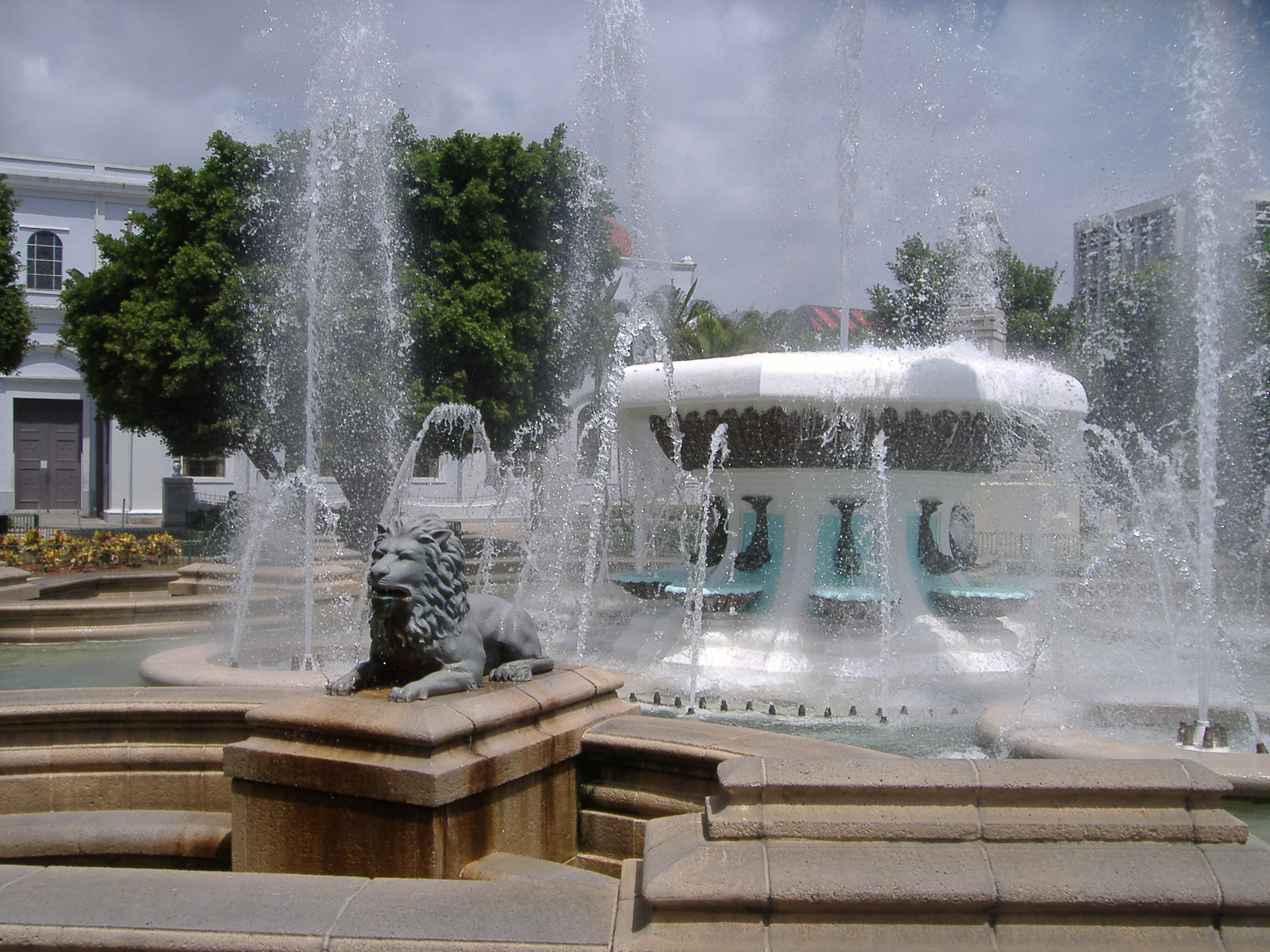
Fontän i Ponce